# Jiří Stárek (bubeník)
Jiří Stárek (7. července 1952 Praha – 24. listopadu 1994 Praha) byl český skladatel a hráč na bicí nástroje.

## Život
Narodil se v Praze v hudební rodině. V letech 1967-1973 studoval na Pražské konzervatoři hru na hoboj a bicí nástroje. Poté nastoupil studium skladby na Akademii múzických umění, kterou úspěšně dokončil v roce 1979. Se svou hudební tvorbou zvítězil v několika mezinárodních hudebních soutěžích.
Jako hráč na bicí nástroje působil v hudebních skupinách Beatus, Fousy a Markýz John. V letech 1975-1979 byl členem Skupiny Františka Ringo Čecha, kde kromě hry na bicí také skládal a hlavně aranžoval písničky pro Jiřího Schelingera. V roce 1980 hrál se skupinou Katapult, kterou po roce opustil. Jeho další domovskou kapelou se stala v roce 1982 skupina Karamel. Zde působil až do roku 1986.
Zemřel 24. listopadu 1994 v LDN nemocnice na Vinohradech.

## Tvorba

### Vážná hudba
- Fantasie in D
- Komorní symfonie
- Suita
- Věta
- Pasáček vepřů
- Žesťový kvartet
- Variace na barokní téma
- Tři skladby pro symfonický orchestr

Z rockových skladeb jsou nejznámější písně Neskutečná, Divné tušení a Bílý sníh létá, které nazpíval Jiří Schelinger.